# Pittosporum bullato-ferrugineum
Pittosporum bullato-ferrugineum är en tvåhjärtbladig växtart som beskrevs av Georg Cufodontis. Pittosporum bullato-ferrugineum ingår i släktet Pittosporum och familjen Pittosporaceae. Inga underarter finns listade.